# Anostraca
Anostraca ({gr, an}, sem + {gr, ostrakon}, concha), popularmente conhecida como camarão-fada ou camarão-de-salmoura, é uma ordem de crustáceos inserida na classe Branchiopoda (Latreille, 1817) que não apresentam carapaça. Assim como outros Branchiopoda, apresentam apêndices torácicos do tipo filopódio, especializados em suspensivoria, que também participam das trocas gasosas e natação, redução ou perda de apêndices abdominais e redução do par de antênulas, maxílula e maxila. Vivem principalmente em ambientes considerados efêmeros como lagos hipersalinos, corpos de água-doce temporários de áreas alagadas e zonas costeiras de transição. Apresentam tamanho médio entre 6 e 25 mm, podendo atingir até 1 cm. O maior espécimen encontrado foi uma fêmea de 17cm. Representam o grupo mais diverso de Branchiopoda, com 300 espécies distribuídas entre 26 gêneros e 8 famílias.
Por ocuparem ambientes extremos e de difícil manutenção da vida, a ordem Anostraca muitas vezes é a única representante da vida em alguns lagos de água muito salgada ou altitudes extremas. Têm importante papel ecológico na manutenção do equilíbrio de certos habitats, sendo alimento de inúmeras espécies de aves e peixes em ambiente natural, bem como na aquicultura e aquarismo.

## Sinapomorfias
As sinapomorfias que caracterizam o grupo Anostraca são seus olhos compostos pedunculados, a ausência de carapaça, e apêndices torácicos com enditos pouco desenvolvidos.

## Morfologia

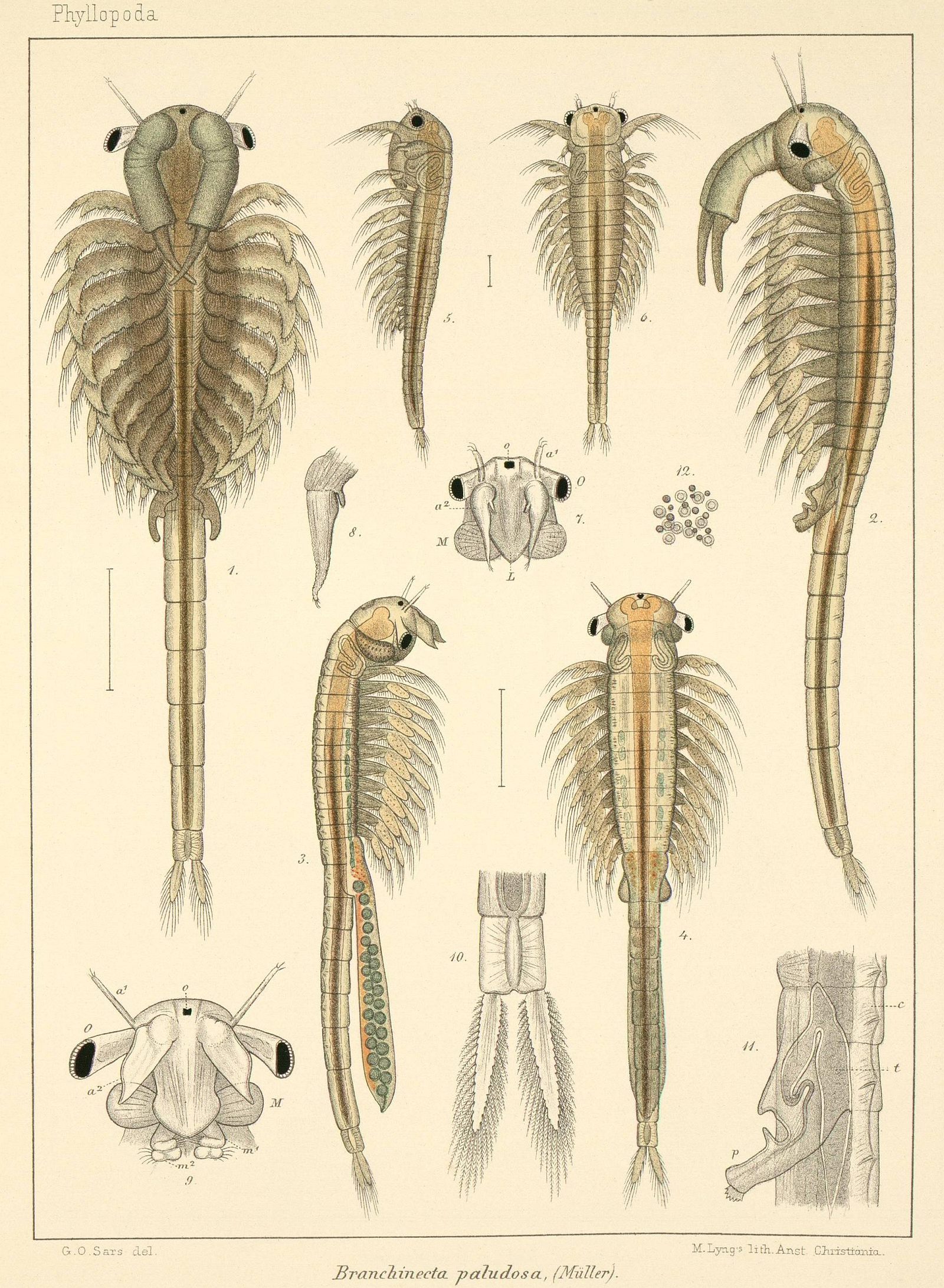
Figura 1: Desenhos da anatomia de Branchinecta paludosa (Branchinectidae) em Fauna Norvegiae (1896) de Georg Ossian Sars

São animais euritérmicos, que suportam de temperatura 5ºC a 40ºC, e eurialinos, vivendo em salinidades com baixa salinidade (água doce) até mesmo concentrações acima de 200 ppt.
As cores, que dependem da espécie, podem variar desde vermelho e laranja, passando por verde e azul, até preto e branco. Espécies de lagos de áreas alagadas são geralmente verdes, vermelhos ou brancos, enquanto espécies de áreas de clima desértico são laranjas e pretos e brancos.
O exoesqueleto é fino e flexível, sem carapaça. O corpo é alongado e dividido em três tagmas; cabeça, tórax e abdômen.

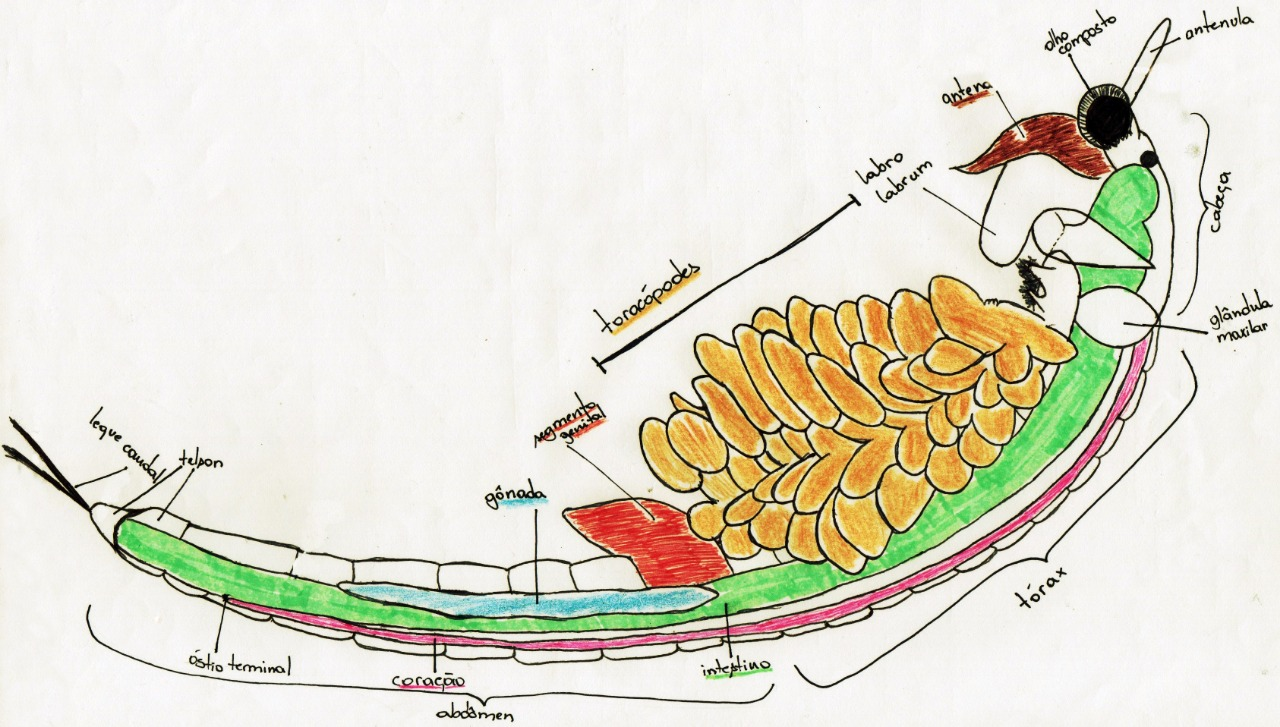
Figura 9: Morfologia geral de um indivíduo da Ordem Anostraca. Em laranja toracópodes, em verde o intestino

### Cabeça
A cabeça corresponde aos cinco primeiros segmentos que são visíveis. Entretanto, um sulco mandibular, por vezes presente, pode se assemelhar a uma segmentação superficial. No tagma cefálico encontram-se um par de olhos compostos, um par de antênulas e um par de antenas. As antênulas são reduzidas, unirremes, curtas, finas, sem segmentação, geralmente com cerdas terminais. As antenas da cabeça são unirremes e geralmente reduzida nas fêmeas, enquanto nos machos, ela é mais grossa, robusta e constituída de 2 segmentos, além de apresentar diversidade de forma nas demais espécies, com exceção da família Polyartemiidae.
Nos machos, os segmentos basais podem se fundir formando um clípeo ou uma placa frontal - rostro modificado que se projeta para baixo. Em relação ao aparelho bucal, localizado na região ventral, há um lábio proeminente em direção à região posterior, um par de mandíbulas maciças, um par de maxílulas simples e reduzidas e um par de maxilas também reduzidas. Apenas as mandíbulas podem ser observadas sem que seja necessário dissecar o animal. Com exceção do gênero Polyartemia, não há palpos nas mandíbulas e nem maxilípedes.
O olho naupliano médio, que consiste de três ocelos, é presente nos adultos. Há um órgão nucal - na parte superior da cabeça - que possivelmente tem função sensorial e pode ser observado através do tegumento.

### Tórax e abdômen

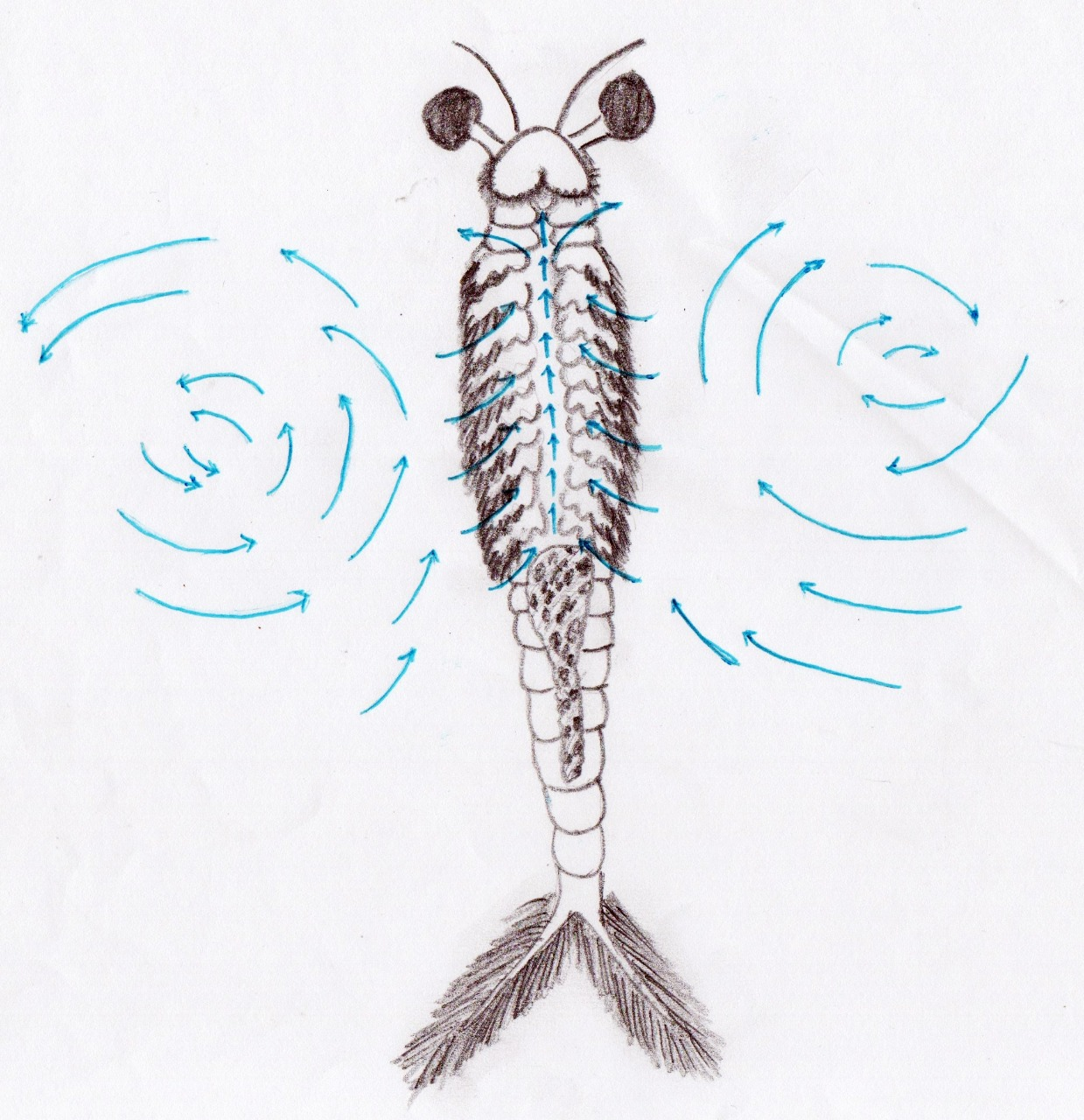
Figura 10: Esquema mostrando a corrente d'água gerada pelo batimento metacronal dos filopódios e a circulação de água

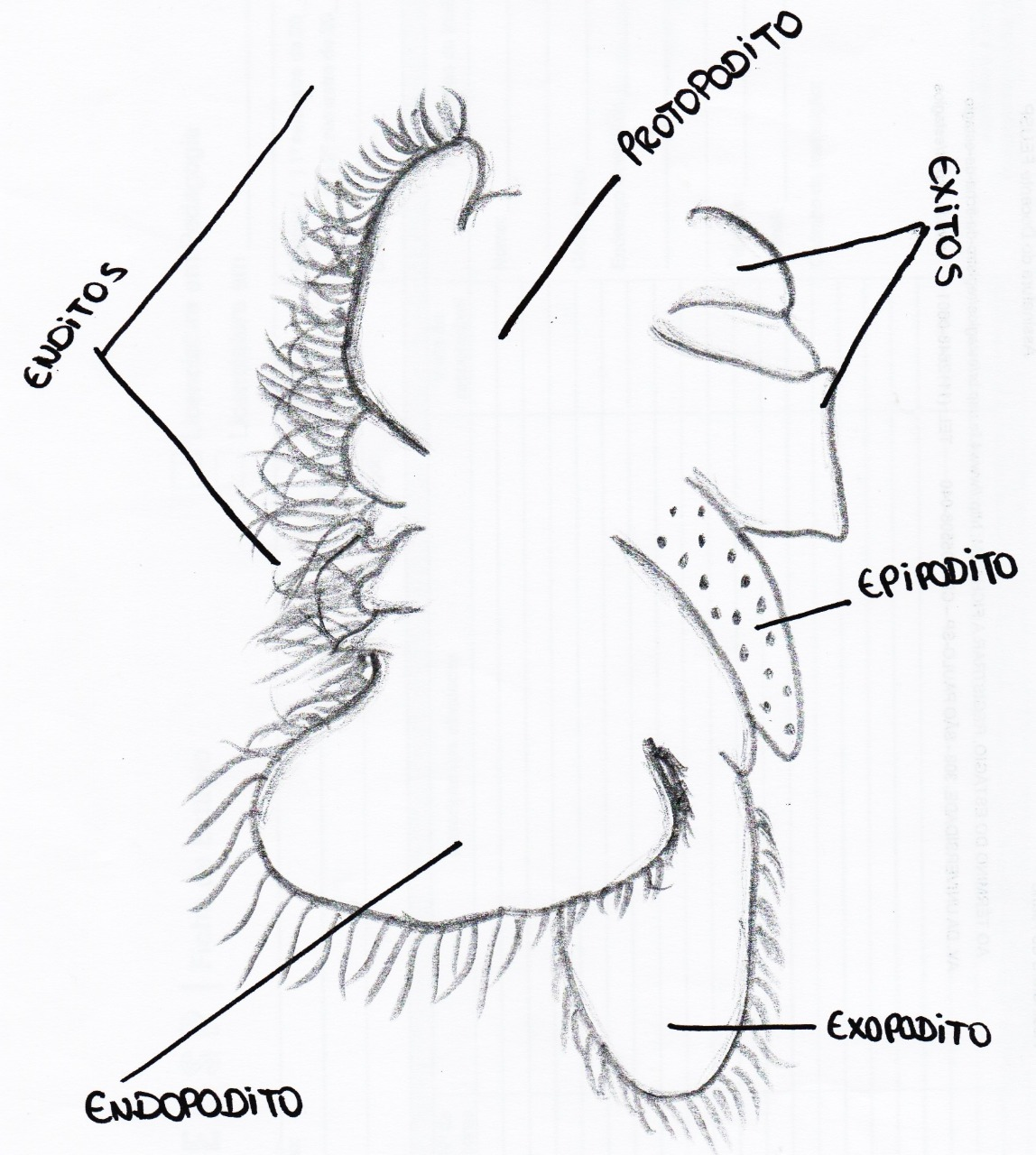
Figura 11: Anatomia detalhada de um filopódio unirreme de Anostraca

Quase sempre, o tórax é constituído de cerca de 11 segmentos - com exceção de Polyartemia, com 19 segmentos, e Polyartemiella, com 17 - sendo os filopódios birremes no último par. Cada segmento comporta um par de apêndices filopódios com exitos, epipoditos (que acredita-se possuir função osmorregulatória), enditos (sustentando o pente de cerdas - importante para o processo de suspensivoria), e endopoditos e exopoditos (grandes e achatados, como folhas). Nas fêmeas de algumas espécies, os pares mais posteriores ou são reduzidos ou estão ausentes. Ventralmente, há um sulco alimentar longitudinal, formado pela concavidade dos toracópodes - local por onde o alimento é levado até a boca.
O abdômen compreende os 8 últimos seguimentos, seguido do télson, que é alongado e forma uma furca caudal pela fusão de dois remos (Figura 1). Os primeiros dois segmentos do abdômen são fusionados e seus apêndices estão ligados à função reprodutiva.  Os segmentos seguintes, e anteriores ao télson, são desprovidos de apêndices. Em algumas poucas espécies não é possível observar a divisão entre o oitavo segmento e o télson, dando a impressão de que são fundidos. Em outras espécies, o télson é grande, de modo que se observa uma placa supra-anal, que também está presente em alguns Notostraca. A furca caudal não é segmentado e frequentemente é margeado de cerdas.

### Circulação e osmorregulação
O sistema circulatório é composto por um coração tubular alargado que contem cerca de 14-18 pares de óstios segmentares e atravessa quase todo o tronco, tendo sua porção terminal localizada próxima ao ânus, no télson ou no segmento anterior, não chegando ao ramo caudal. O sangue entra no coração pelo seio pericárdico subjacente, flui em direção à região anterior e deixa o coração pela abertura cardíaca anterior, passando para a hemocele. Embora o seio pericardial esteja separado da hemocele por um septo pericardial, a circulação não é prejudicada graças a presença de várias aberturas, os óstios, onde há retorno do fluxo sanguíneo ao seio. Não possuem artérias. O sangue possui hemoglobina, que é um mecanismo adaptativo importante para a habitação de locais com altas salinidades e baixa disponibilidade de oxigênio.
A eficiente osmorregulação advém da capacidade destes organismos em manter a concentração e composição da hemolinfa consideravelmente abaixo e qualitativamente diferente daquela da água circundante no ambiente, conseguido por meio da retenção o absorção d'água, bem como por excreção de sais em excesso por meio de uma glândula salina, que aparece na larva náuplio. As brânquias e o intestino participam dos processos de osmorregulação. O epitélio das brânquias excreta e absorve sal, dependendo da salinidade do ambiente. Já as células intestinais, através de retroalimentação fisiológica, controlam a taxa de água corpórea.

### Digestão e excreção
Possuem sistema digestivo completo. Na figura 1 está representado o intestino, uma faixa escura que se estende por todo o comprimento do animal, no meio do corpo. O canal intestinal é localizado no eixo dorso-ventral, logo abaixo do coração e do seio pericárdio, e se estende pelo comprimento do corpo, terminando na abertura anal, entre o télson e a base do ramo caudal. Após entrar pela boca, o alimento segue para o curto esôfago e é encaminhado para o canal intestinal. Há dois divertículos semelhantes a cecos, logo abaixo da cabeça, que unem a parte média do intestino à região pós esofágica.
As glândulas antenais, cuja função é excreção em muitos crustáceos, estão presentes em Anostraca no estágio larval, mas logo degeneram e são substituídas pelas glândulas maxilares nos adultos. Os ductos dessas glândulas se abrem entre as maxílulas e o primeiro par de toracópodes, a nível de uma maxila reduzida ou vestigial.

### Estruturas sensoriais
Entre os lobos dos divertículos do intestino médio estão várias estruturas sensoriais que podem ser identificadas, como por exemplo:
- órgão nucal: encontrado na linha mediana dorsal;
- órgão X: próximo ao órgão nucal e emparelhado com os órgãos frontais ventrais;
- gânglios e conectivos supra esofágicos: posterior ao órgão nucal; ventral; circundando o esôfago;
- gânglios subesofágicos;
- conectivos esofágicos: próximos aos gânglios subesofágicos;
- cordão nervoso: ventral;

Observa-se que há gânglios para cada segmento até o segundo segmento genital.

## Reprodução

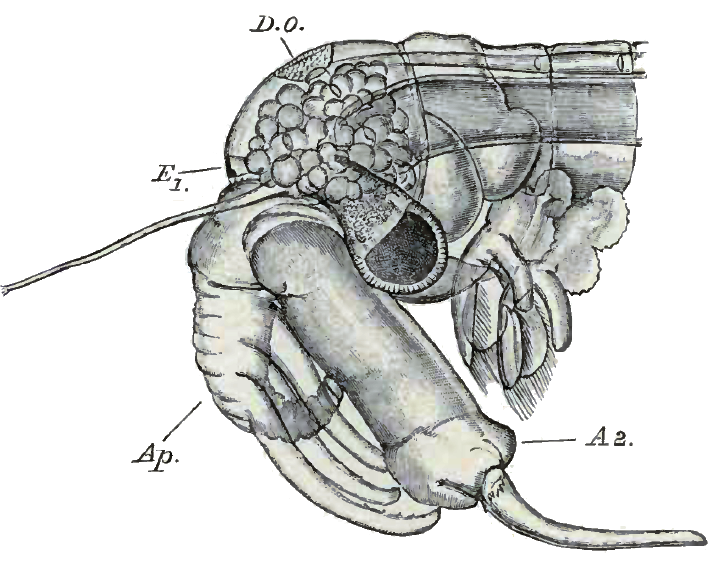
Figura. 2: Vista lateral da cabeça de um exemplar macho da espécie Chirocephalus diaphanus. É possível identificar a antena (A2) modificada (tamanho grande). D.O: órgão dorsal; E1: olho naupliano

Apresentam dimorfismo sexual, o que é notado pelo tamanho e estruturas do corpo. A antena dos machos que não só é alongada (fig. 2), como também é modificada - em discos de sucção, ganchos e outras estruturas - para ser usada por algumas espécies durante a cópula para segurar a barriga da fêmea. As fêmeas atingem tamanhos maiores que os machos. O segmento genital, o gonóporo, de ambos os sexos está presente na fusão do primeiro com o segundo segmento abdominal. Nesse segmento as fêmeas possuem um ovissaco e os machos um par de testículos alargados e um par de pênis (Figura 1). Neles, próximo ao ponto de fusão dos dois primeiros segmentos abdominais no segmento genital, estão os vasos deferentes que saem dos testículos e seguem ventralmente pela região posterior em direção ao pênis. A vesícula seminal é caracterizada por uma distensão no vaso deferente, próximo à junção com o pênis.
Nas fêmeas o ovário geralmente se origina no quarto ou no quinto segmento abdominal, sendo expandido até o oitavo.O oviducto surge próximo à linha mediana do segmento genital ou então, próximo do limite entre os dois segmentos genitais, nos casos em que não ocorre a fusão desses dois segmentos. Na região anteroventral do ovissaco há um par de glândulas responsáveis pela produção da casca dos ovos, que são chamadas de "glândulas de cimento".
Os ovos são categorizados como cistos, pois são muito resistentes à seca e temperaturas muito altas ou muito baixas. Essa característica lhes permitiu a conquista de ambientes extremos que não foram dominados pelos peixes ósseos.
A salinidade é o principal fator determinante para o tipo de reprodução. Em altas salinidades, o tipo é ovovíparo, enquanto em salinidades mais amenas é vivíparo.
Uma fêmea adulta é capaz de produzir mais de 300 cistos a cada 5 dias, durante seis meses (P. sorgeloos). Há casos de partenogênese relatados em amostras do Grande Lago Salgado em Utah, EUA, mas não há confirmação.

Figura 7: Duas artêmias, um macho (a esquerda, abaixo) e uma fêmea (a direita, com ovissaco), acasalando

### Ontogenia e Metamorfose

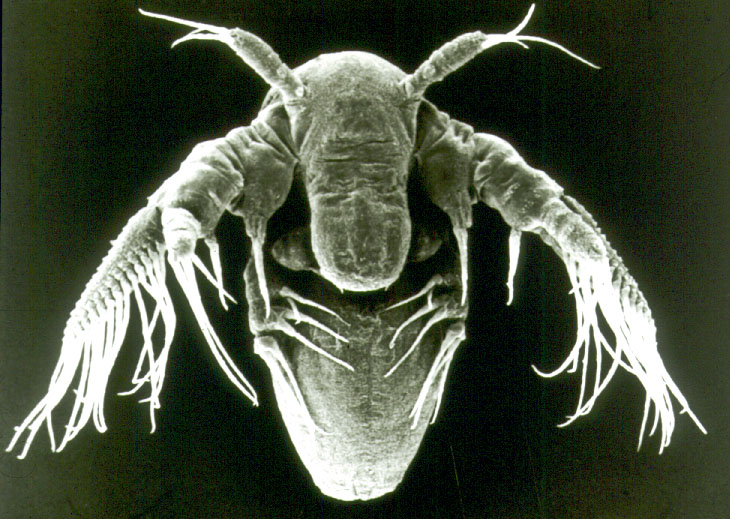
Figura 4: larva náuplio de camarão-fada (Artemia sp.) vista por microscópio eletrônico

O desenvolvimento pós-embrionário é anamórfico e o tipo de larva encontrado nessas espécies de crustáceos é o náuplio (Figura 4). Esse desenvolvimento possui quatro estágios morfológicos (Figura 3):
Nauplio: é a larva recém-nascida, com muita reserva vitelina e sem segmentos no corpo. Seus sistema digestivo ainda estão em formação. Seu tamanho é de menos de 0,1 mm. Essa fase dura de 6 a 10 horas a 25ºC. Podem ser observados três pares de apêndices: antênulas, antenas e mandíbula.
Metanáuplio: é o período mais extenso da fase larval, durando até 20 horas. São formados os toracópodes, as maxílulas, a maxila e o sistema digestivo. O indivíduo atinge até 0,5 mm de tamanho.
Pré-adulto: é a fase onde há diferenciação sexual, principalmente nas antenas.
Adulto: em ambientes naturais um náuplio pode atingir a fase adulta entre 14 e 25 dias.

## Alimentação
São animais filtradores, com o corpo todo especializado nesse tipo de hábito alimentar, mas ocasionalmente podem agir como predadores. Sua principal fonte de alimento é o fitoplâncton e zooplâncton, que contêm diatomáceas, microalgas, colônias de cianobactérias, larvas de outros crustáceos e peixes, copépodes e outros pequenos animais.
A captura de alimento ocorre de maneira que os espaços entre os filopódios formam câmaras de sucção, e quando o apêndice que forma a parede anterior dessa câmara se afasta do corpo, a água é sugada para dentro dela. Partículas pequenas contidas na água passam através dos filtros, presentes nos enditos dos filopódios, onde duas fileiras de cerdas longas e plumosas realizam a filtração. Partículas grandes são retidas e acumuladas em um sulco na base dos apêndices. Um fluxo de água entre as bases cria uma corrente em direção à boca, carregando essas partículas de comida concentradas.
Possuem um comportamento gregário, em que "nuvens" de adultos se deslocam até o substrato, e criam vórtex de água sobre o fundo, exercendo uma corrente que leva nutrientes para a coluna d'água. Dessa forma toda a população de camarões-fada aproveita essa ressurgência de nutrientes para alimentar-se (Yockteng, 1996).
Os  machos também utilizam suas antenas para cortar algumas espécies de macroalgas, disponibilizando para o meio micropartículas que são utilizadas pelas fêmeas, já que em seus tratos intestinais essas algas são encontradas.

## Ecologia e hábitos de vida

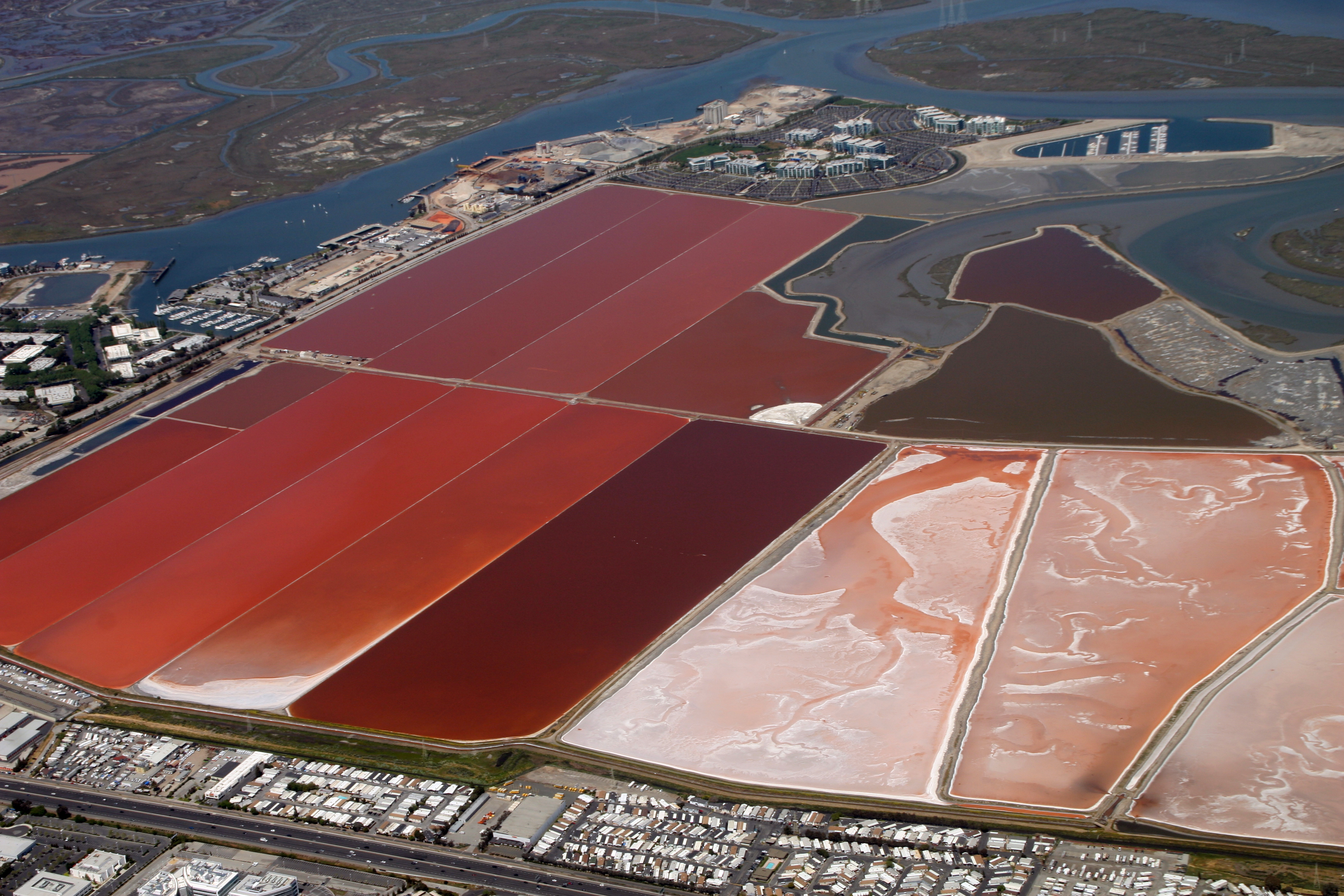
Figura 5: piscinas de evaporação d'água para produção de sal em Redwood, na Baía de São Francisco, EUA. A coloração mais alaranjada se deve, principalmente, a presença em grande concentração de Artemias na água

Os Anostraca são mais comumente encontrados em ambientes efêmeros como lagoas temporárias, lagos hipersalinos e doces de grandes altitudes e latitudes. No ambiente costeiro ou próximo, duas espécies são mais representativas, sendo elas Artemia franciscana (Kellogg, 1906) e Branchinecta lindahli (Packard, 1883). A. franciscana é frequentemente encontrada em piscinas de evaporação de água, em locais de produção de sal comercial em diversas baías, como exemplo a baía de São Francisco (Figura 5). Branchinecta lindahli ocorre geralmente em poças continentais formadas por água da chuva. Apresentam uma distribuição cosmopolita, ocorrendo desde a costa do Brasil, até Australia, China e Egito.
Ocupam o ambiente da coluna d'água, podendo se locomover livremente. Sua natação é promovida por um batimento metacronal, um movimento ordenado dos vários apêndices que forma uma onda contínua. Nadam geralmente com a região ventral voltada para cima, caracterizando uma natação quase que "de ponta cabeça". Assim, são excelentes filtradores de partículas na coluna d'água.
As Artemias são um importante objeto de estudo para o entendimento do processo de diapausa. Os cistos são ovos de resistência que protegem o embrião e são um valioso mecanismo para a manutenção das populações e sobrevivência do gênero, bem como uma possível forma de colonização de outros ambientes. Isso porquê possibilita que os embriões que futuramente formarão os jovens possam sobreviver à condições ambientais adversas, como seca, hipersalinidade, concentração de predadores e etc. Os cistos podem persistir durante vários anos.

Figura 6: Artemia sp., criada em aquário, nadando

Para sobreviver, no entanto, a ambientes tão efêmeros e extremos os camarões-fada possuem um eficiente mecanismo de osmorregulação (talvez o mais notável dentre o reino Animal), pigmentos respiratórios e oviparidade.  Com o aumento da salinidade a dissolução do oxigênio na água diminui, assim esses animais conseguem potencializar a captação de oxigênio pelo aumento na produção de pigmentos respiratórios, como hemoglobina.
A coexistência de duas espécies no mesmo habitat salino é possível: misturas de populações partenogenéticas e zigogênicas foram relatadas em salinas do Mediterrâneo. A. franciscana tem sido introduzida em toda a Ásia, Austrália e América do Sul nos últimos 20 anos.
A distribuição mundial de camarões-de-salmoura em uma variedade de habitats isolados, cada um caracterizado por suas próprias condições ecológicas, resultou ainda na existência de numerosas populações endêmicas, ou populações geneticamente diferentes dentro das mesmas espécies irmãs; em particular, a artêmia partenogênica, com suas populações di, tri, tetra e pentaploide, apresenta ampla variação genotípica. Entre estas linhagens, foi observado um alto grau de variabilidade genética, bem como uma diversidade única em várias características quantitativas. Algumas destas características são fenotípicas e mudam de ano para ano ou de estação para estação. Outros, no entanto- diâmetro do cisto, taxa de crescimento, resistência a altas temperaturas- são específicos da linhagem e permanecem relativamente constantes (isto é, tornaram-se genotípicos como resultado de adaptações de longo prazo da deformação às condições locais).
Embora os camarões de água salgada prosperem muito bem na água do mar, eles não podem migrar de um biótopo salino para outro através dos mares, pois eles dependem de suas adaptações fisiológicas à alta salinidade para evitar a predação e a competição com outros filtradores. Camarões-fada, portanto, só são encontrados em salinidades onde seus predadores não podem sobrevive.
Diferentes populações endêmicas se adaptaram a condições amplas de temperatura (6-35°C), salinidade e composição iônica do biótopo. Águas talassalinas são águas oceânicas concentradas com NaCl como sal principal. Elas compõem a maioria, se não todos, os habitats costeiros das artêmias, onde os salmouras são formados pela evaporação da água do mar em salinas.
Como o camarão-de-salmoura é incapaz de dispersão ativa, o vento e as aves aquáticas (especialmente os flamingos) são os vetores de dispersão natural mais importantes; os cistos flutuantes aderem aos pés e penas das aves e, quando ingeridos, permanecem intactos por pelo menos dois dias no trato digestivo das aves. Consequentemente, a ausência de aves migratórias é provavelmente a razão pela qual certas áreas que são adequadas- por exemplo, salinas ao longo da costa nordeste do Brasil- não são naturalmente habitadas por camarões de salmoura.

## Importância econômica e exploração comercial
Junto à dispersão natural dos cistos, a inoculação deliberada de artêmias em salinas solares pelo homem tem sido uma prática comum desde o passado. Desde os anos setenta, o homem tem sido responsável por várias introduções de na América do Sul e na Austrália, seja para melhoria da produção de sal ou para fins de aquicultura.
Por localizarem-se em ambientes costeiros de grande salinidade, principalmente em locais onde há produção industrial de sal, os camarões-fada acabam por configurar uma fonte alternativa de renda. Como seus cistos resistem grandes quantidades de tempo em ambiente extremos e não ideais, estes são muito conhecidos e comercializados como comida para peixes de aquário e até mesmo para a aquacultura. Seus cistos também podem ser utilizados a fim de aquarismo (Figura 6), visto que a manutenção dos organismos é relativamente fácil.
A comercialização de artêmias torna-se então uma indústria multimilionária nos Estados Unidos. Principalmente em Salt Lake City em Utah, e a Baía de São Francisco na Califórnia. Os animais da espécie Artemia salina são vendidos pelo nome de "sea-monkeys" desde 1957 em kits de incubação que podem ser facilmente encontrados em petshops pelo país. Muito divulgado, principalmente em revista de quadrinhos, o produto teve forte adesão popular e se tornou um marco do país. No Brasil, o fundador Harold von Braunhut tentou inserir o produto, na década de 1970 com o nome de "Kikos marinhos", que não teve muito sucesso, tendo seu ápice de vendas apenas nos anos 70 e mais tarde sumindo do mercado. Atualmente, entretanto, muitos produtos advindos principalmente do gênero Artemia podem ser encontrados em diversas lojas físicas e virtuais, como cistos sem casca para alimentação de peixes, indivíduos adultos congelados e até kits para criação.

## Registro Fóssil
Acredita-se que houve um processo de cladogênese da linhagem de Branchiopoda durante o Ordoviciano, com a colonização de água doce e estuários fortemente devido à capacidade de produção de cistos, sendo um resultado da tentativa de escapar da predação crescente no mares Paleozóicos.
Alguns fósseis do Cambriano superior assemelham-se a exemplares de camarão-fada, especialmente o fóssil de Branchiopoda mais antigo conhecido, Rebachiella kinnekullensis, o que indica que essa ordem é próxima do ancestral marinho da classe em que está inserida.
A monofilia desse grupo é bem embasada e é consensual na comunidade científica que foi o primeiro grupo a apresentar um processo de cladogênese, diferenciando-se do ancestral branchiópodo. A hipótese da dispersão e colonização de novo espaços durante a fragmentação de Gondwana é atestada pela sua distribuição atual em todos os continentes, com poucas espécies cosmopolitas e geralmente estacionárias em certas regiões.

## Diversidade e Filogenia
É a ordem mais diversa dos Branchiopoda, contento 300 espécies organizadas em 26 gêneros.

Graças à existência diferenças entre espécies no dimorfismo sexual, caracteres como o pênis, a antena modificada e as vesículas seminais são algumas das primeiras características usadas na identificação do táxon.

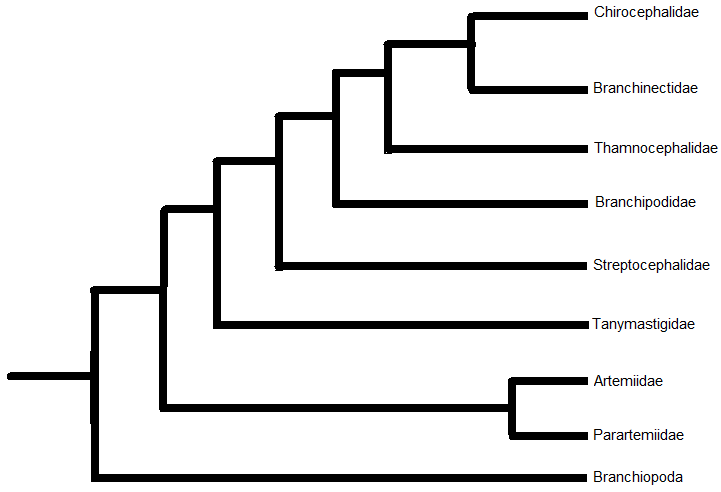
Figura 8: Árvore filogenética da Ordem Anostraca de acordo com Weekers, P. H., Murugan, G., Vanfleteren, J. R., Belk, D., & Dumont, H. J. (2002). Phylogenetic analysis of anostracans (Branchiopoda: Anostraca) inferred from nuclear 18S ribosomal DNA (18S rDNA) sequences. Molecular Phylogenetics and Evolution, 25(3), 535-544., utilizando os outros Branchiopoda como grupo externo

Estudos foram conduzidos a fim de desvendar as relações dentro da ordem Anostraca, bem como suas relações com outros Branchiopoda, utilizando o gene que transcreve para a subunidade ribossomal 18S (rDNA) que tem sido usado para o estudo geral da filogenia de crustáceos (Spears and Abele, 1997, 1999; Spears et al., 1994). Assim, a ordem Anostraca provou-se monofilética, apresentando sustentação para os ramos da filogenia em diferentes testes como por exemplo utilizando a árvore de Bayesian e machine learning. Algumas famílias, no entanto, apresentaram uma fraca relação entre si e baixa sustentação para os ramos enquanto o gênero Parartemia apresentou evidências para que talvez devesse ser elevada a nível de família. Ainda segundo estudos realizados recentemente para análise filogenética em espécies de Anostraca, usando regiões gênicas nucleares e mitocondriais (Remigio and Hebert, 2000), as evidências moleculares demonstraram ser a melhor forma de organizar e classificar essa ordem.
São hoje consideradas as famílias:
- Artemiidae – com 1 gênero e 9 espécies
- Branchinectidae – com 1 gênero e 45 espécies
- Branchipodidae – com 5 gêneros e 35 espécies
- Chirocephalidae – com 9 gêneros e 81 espécies
- Parartemiidae – com 1 gênero e 13 espécies
- Streptocephalidae – com 1 gênero e 56 espécies
- Tanymastigidae – com 2 gêneros e 8 espécies
- Thamnocephalidae – com 6 gêneros e 62 espécies